# Умаханов Мурад Мустафайович
Мурад Мустафайович Умаханов (рос. Мурад Мустафаевич Умаханов; нар. 3 січня 1977, Хасав'юрт, Дагестанська АРСР, РРФСР) — російський борець вільного стилю, чемпіон, срібний призер та дворазовий бронзовий призер чемпіонатів Європи, срібний призер Кубку світу, чемпіон Олімпійських ігор. Заслужений майстер спорту Росії з вільної боротьби. Майстер спорту Росії з бойового самбо.

## Біографія
Боротьбою почав займатися з 1986 року. Вихованець СДЮШОР імені Шаміля Умаханова, м. Хасав'юрт. Тренер — Магомед Гусейнов. Бронзовий призер 1992 року та чемпіон 1993 року на світових першостях серед кадетів. Бронзовий призер чемпіонату світу 1994 року серед юніорів. Чемпіон Європи 1995 року серед юніорів. Виступав за борцівський клуб «Динамо» з Хасав'юрта та за клуб спортивної боротьби ЦСКА. Боровся в категоріях до 58 і 63 кг. Чотириразовий чемпіон Росії (1997, 1999, 2000, 2004).
Випускник Дагестанського державного університету (1999).

### Родина
Окрім Мурада вільною боротьбою займалися два його старші брати — Багавдін (нар. 1971) і Шаміль (1975—1998). Старший Багавдін — дворазовий чемпіон Європи, триразовий володар Кубку світу, бронзовий призер чемпіонату світу, учасник літніх Олімпійських ігор 1996. Середній брат Шаміль теж був талановитим борцем. Був чемпіоном Європи 1993 року серед юніорів, чемпіоном світу 1996 року серед студентів. Став другим у складі першої збірної Росії на Кубку світу 1998 року. У червні 1998 року троє братів Умаханових приїхало до Нальчика на чемпіонат Росії з вільної боротьби. На стадіоні «Трудові резерви», що був лише перед тим реконструйований, зібралося дуже багато вболівальників. Одна з трибун не витримала і звалилася. В результаті 22 людини загинули, 40 — було поранено. Серед загиблих був і Шаміль Умаханов. В пам'ять про Шаміля Умаханова протягом 10 років в Хасав'юрті проводився престижний міжнародний турнір з вільної боротьби, його ім'ям названа одна з міських вулиць та Спеціалізована дитячо-юнацька спортивна школа олімпійського резерву з вільної боротьби. Свою перемогу на Олімпіаді Мурад теж присвятив пам'яті брата.
Двоюрідні брати Умаханових — Мавлет і Адам Батирови теж успішні борці. Мавлет — чемпіон світу та Європи, дворазовий олімпійський чемпіон. Адам — чемпіон Азії (за Бахрейн) та бронзовий і дворазовий срібний призер чемпіонатів Європи (за Росію), бронзовий призер Кубку світу. Батько братів Умаханових є рідним братом матері братів Батирових.
Рідний дядько братів Умаханових — Сайгідпаша Умаханов, з 1997 по 2015 рік очолював державну адміністрацію Хасав'юрта. До того працював тренером з вільної боротьби. Він має звання майстра спорту з вільної боротьби, заслуженого тренера Росії. Сайгідпаша Умаханов був першим тренером двох олімпійських чемпіонів, своїх племінників — Мурада Умаханова і Мавлета Батирова.

## Спортивні результати на міжнародних змаганнях

### Виступи на Олімпіадах
| Змагання                    | Збірна | Вагова категорія          | Місце  |
| --------------------------- | ------ | ------------------------- | ------ |
| Літні Олімпійські ігри 2000 | Росія  | вільна боротьба, до 63 кг | Золото |
| Літні Олімпійські ігри 2004 | Росія  | вільна боротьба, до 60 кг | 10     |

На літніх Олімпійських іграх 2000 року в Сіднеї на шляху до півфіналу впевнено перемагав своїх суперників, в тому числі українського борця Ельбруса Тедеєва (13-3). У півфіналі у рівній боротьбі за однаковою кількістю балів переміг за рішенням суддів Чан Дже Сона з Південної Кореї. У фіналі, теж у напруженій боротьбі здолав болгарина Серафима Барзакова. По ходу поєдинку Мурад поступався з рахунком 0-2, але спочатку зміг зрівняти рахунок, а потім за лічені секунди до кінця сутички зумів заробити переможний бал і став олімпійським чемпіоном.
Через чотири роки на літніх Олімпійських іграх 2004 року в Афінах переміг Тевфіка Одабаші з Туреччини, але у другому поєдинку поступився уродженцю Грузії Гії Сіссаурі, що представляв Канаду, і вибув з подальших змагань, посівши 10 місце.

### Виступи на Чемпіонатах світу
| Змагання                        | Збірна | Вагова категорія          | Місце |
| ------------------------------- | ------ | ------------------------- | ----- |
| Чемпіонат світу з боротьби 1997 | Росія  | вільна боротьба, до 58 кг | 4     |
| Чемпіонат світу з боротьби 1998 | Росія  | вільна боротьба, до 58 кг | 5     |

### Виступи на Чемпіонатах Європи
| Змагання                         | Збірна | Вагова категорія          | Місце  |
| -------------------------------- | ------ | ------------------------- | ------ |
| Чемпіонат Європи з боротьби 1997 | Росія  | вільна боротьба, до 58 кг | Бронза |
| Чемпіонат Європи з боротьби 1998 | Росія  | вільна боротьба, до 58 кг | Срібло |
| Чемпіонат Європи з боротьби 1999 | Росія  | вільна боротьба, до 63 кг | Бронза |
| Чемпіонат Європи з боротьби 2000 | Росія  | вільна боротьба, до 63 кг | Золото |

### Виступи на Кубках світу
| Змагання                    | Збірна | Вагова категорія          | Місце  |
| --------------------------- | ------ | ------------------------- | ------ |
| Кубок світу з боротьби 1997 | Росія  | вільна боротьба, до 58 кг | Срібло |

### Виступи на інших змаганнях
| Змагання                                                      | Збірна | Вагова категорія          | Місце  |
| ------------------------------------------------------------- | ------ | ------------------------- | ------ |
| Олімпійський кваліфікаційний турнір з боротьби 2000 (Лейпциг) | Росія  | вільна боротьба, до 63 кг | Золото |

### Виступи на змаганнях молодших вікових груп
| Змагання                                       | Збірна | Вагова категорія          | Місце  |
| ---------------------------------------------- | ------ | ------------------------- | ------ |
| Чемпіонат світу з боротьби серед юніорів 1994  | Росія  | вільна боротьба, до 50 кг | Бронза |
| Чемпіонат Європи з боротьби серед юніорів 1995 | Росія  | вільна боротьба, до 54 кг | Золото |
| Чемпіонат світу з боротьби серед кадетів 1992  | Росія  | вільна боротьба, до 40 кг | Бронза |
| Чемпіонат світу з боротьби серед кадетів 1993  | Росія  | вільна боротьба, до 43 кг | Золото |